# 環狀岩脈

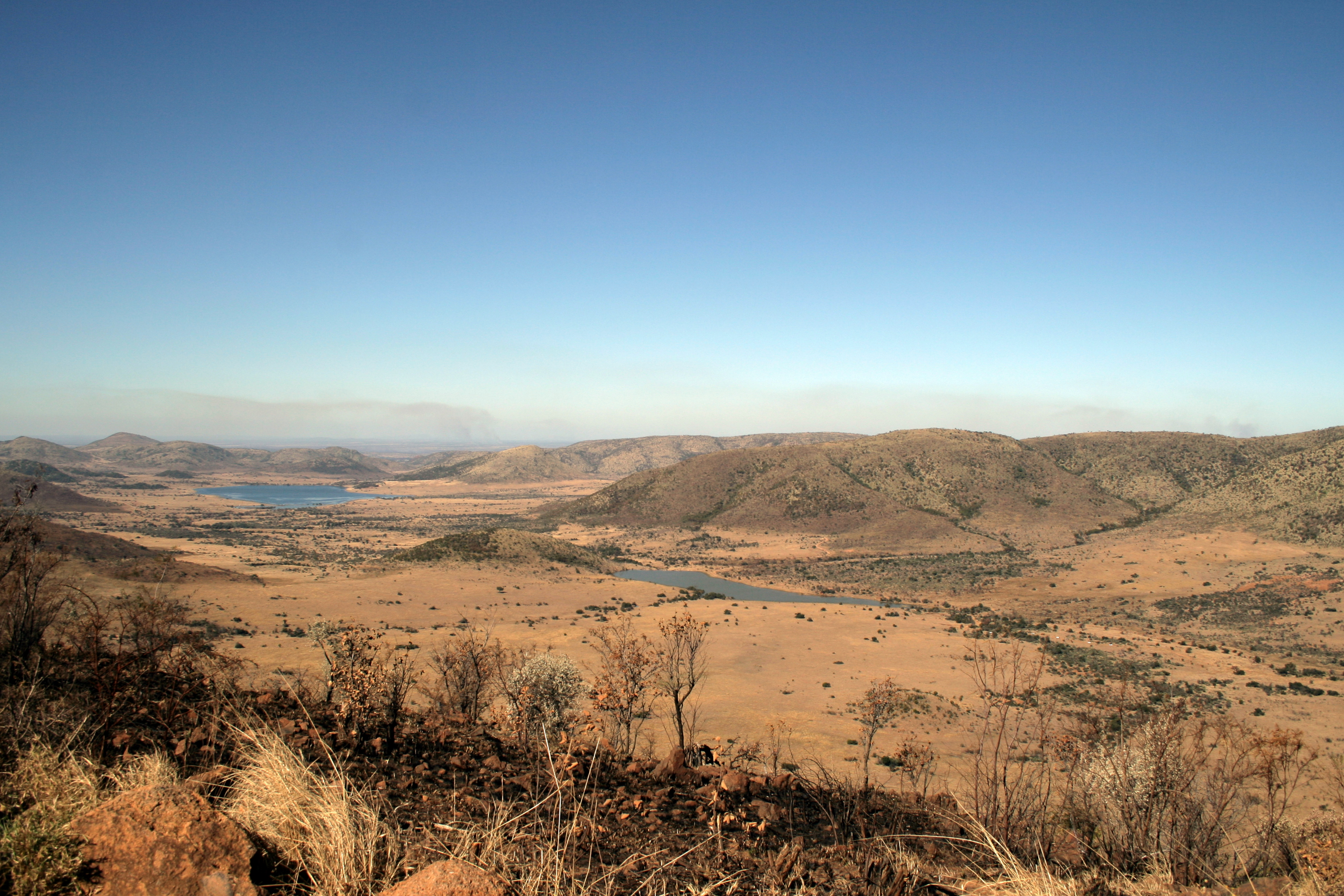
南非匹蘭斯堡禁獵區內的環狀岩脈。

環狀岩脈，或稱為環狀岩牆（Ring dike或Ring dyke），是地質學上一種侵入火成岩體。它的化學、岩石學、外表狀態和岩脈或岩床相同，但卻是繞著火山活動區域中心呈現同心圓或徑向分布，這代表它是次火山活動形成的。

## 著名例子
- 露頭狀況最明顯，且最被廣泛研究的是位於蘇格蘭馬爾島 Loch Bà 的環狀岩脈[1]
- 美國新罕布夏州Pawtuckaway 州立公園和奧西皮山脈的環狀岩脈[1]
- 南非西北省匹蘭斯堡禁獵區[2]
- 北愛爾蘭阿馬郡 Ring of Gullion[3]

## 外部連結
- Springer Reference-Ring Dyke （页面存档备份，存于）